# Гадкая сестра
«Гадкая сестра» (норв. Den Stygge Stesøsteren) — сатирический фильм жанра боди-хоррор с элементами чёрной комедии, созданный Эмили Блихфельдт в 2025 году в качестве режиссёрского дебюта, где она также выступила сценаристкой. Является совместным проектом Норвегии, Польши, Швеции и Дании. Главные роли исполнили Леа Майрен, Теа Софи Лох Несс, Энн Даль Торп и Фло Фагерли. Опираясь на мотив сказки «Золушка», фильм повествует о старшей дочери мачехи — Эльвире — которая вынуждена преобразиться, чтобы стать «красивой», очаровать принца на балу и вытащить свою семью из нищеты.

## Сюжет
Женщина с двумя дочерьми выходит замуж за богатого, как она думала, вдовца, но после его внезапной смерти оказывается в ещё больших долгах, будучи не в состоянии даже похоронить мужа. Её старшая дочь Эльвира, сводная сестра «прекрасной» Агнес, мечтает выйти замуж за принца. Вдова рассматривает внезапно объявленный бал как шанс поправить финансовое состояние семьи. Чтобы вписаться в жёсткие стандарты красоты, Эльвира вынуждена проходить через процедуры, похожие на пытки, а после проглатывает яйцо ленточного червя ради экстремального похудения. Главная героиня также подвергается травле от преподавательницы танцев, уроки которой посещает вместе с остальными претендентками на сердце принца. Параллельно с этим родная дочь умершего, Агнес, испытывает негодование из-за задерживающихся похорон отца, ведь его тело уже начинает разлагаться. Девушка тоже приглашена на бал, что обостряет ситуацию между сёстрами.

## В ролях
- Леа Мюрен в роли Эльвиры
- Тея Софи Лок Несс в роли Агнес
- Флу Фагерли в роли Альмы
- Ане Даль Торп в роли Ребекки (мачехи)
- Исак Калмрот в роли принца Джулиана
- Мальте Гордингер[англ.] в роли Исаака
- Ральф Карлссон в роли Отто (отца Агнес)
- Адам Лунгрен[англ.] в роли доктора Эстетик
- Сесилия Форсс в роли Софи фон Кроненберг
- Катажина Герман[англ.] в роли мадам Ванжи
- Агнешка Жулевска[пол.] в роли матери Агнес

## Производство
Сценаристка и режиссёр Эмили Блихфельдт начала разрабатывать фильм «Гадкая сестра» во время работы над своим дипломным проектом в Норвежской киношколе. Отталкиваясь изначально от идеи о не вписывающейся в стандарты красоты женщине «с говорящей вульвой, которая говорила ей, что она одинока», Блихфельдт вдохновилась версией сказки «Золушка» от братьев Гримм и переосмыслила её, отдав роль центрального персонажа одной из сводных сестер Золушки (той, что отрезала себе пальцы ног, чтобы надеть хрустальную туфельку). Она была незнакома с жанром боди-хоррора, пока в 2015 году не посмотрела фильм «Автокатастрофа» (1996), который привел её к «глубокому погружению во все, что связано с Кроненбергом», и открытию фильмографий итальянских режиссёров Дарио Ардженто и Лучио Фульчи. Их работы, наряду с «Сырым» (2016) Жюлии Дюкурно, побудили её прибегнуть к этому жанру. Сценарий был вдохновлён «собственными проблемами с восприятием тела» Блихфельдт, которые она хотела использовать, чтобы «пробудить и сочувствие, и дискомфорт и вдохновить зрителей [фильма] на размышления о своём восприятии красоты и отношении к ней». Также в детстве Блихфельдт регулярно смотрела норвежский дубляж фильма «Три орешка для Золушки» (1973), который, по её словам, оказал влияние на визуальный стиль «Гадкой сестры», создающий «вневременную, сказочную атмосферу».
Фильм был спродюсирован Марией Экерховд из Mer Film в сотрудничестве с Лизетт Йонич (Zentropa Sweden), Мариушем Влодарским (Lava Films), и Тейсом Нёргаардом (Motor), при поддержке Норвежского института кино, Польской программы стимула производства и Польского института кино, Шведского института кино, Датского института кино, фонда Евримаж, Радио Дании, кинопремии Северного совета и Западно-Норвежского киноцентра. Дистрибьютором фильма выступила компания Scanbox Entertainment, а права на международные продажи принадлежат Memento International.
В состав съемочной группы фильма вошли художник по костюмам Манон Расмуссен, оператор Марсель Зискинд, монтажер Оливия Нергор-Холм, супервайзер визуальных эффектов Питер Хьорт и художник по визуальным эффектам Томас Фолдберг.

## Показ
Премьера фильма «Гадкая сестра» состоялась на кинофестивале «Сандэнс» 23 января 2025 года в Полуночной секции и также была показана в секции «Панорама» 75-го Берлинского международного кинофестиваля 16 февраля 2025 года. Кинолента была представлена на 53-м Норвежском международном кинофестивале в качестве номинанта на премию «Аманда» 16 августа 2025 года.
Shudder, американский видеостримминговый сервис, приобрел права на распространение в Северной Америке, Великобритании, Австралии и Новой Зеландии в декабре 2024 года. Фильм был выпущен в норвежских кинотеатрах 7 марта 2025 года компанией Scanbox. В прокат в США был выпущен 18 апреля 2025 года компанией IFC Films.
В России фильм был выпущен в прокат 5 июня 2025 года компанией Иноекино.

## Отзывы и оценки
На сайте-агрегаторе рецензий Rotten Tomatoes 96% из 121 рецензии критиков положительные. Консенсус сайта гласит: «Взявшись за молоток и зубило, фильм „Гадкая сестра“ мастерски использует кровь и низвержение, из которых сотканы кошмары». Metacritic, использующий средневзвешенный показатель, присвоил фильму оценку 70 из 100, основанную на 22 отзывах критиков, что указывает на «в целом положительные» отзывы.
Питер Брэдшоу из The Guardian дал фильму оценку в 3/5 звезды, назвав его «фильмом, который очень осведомлён о сексуальной и патриархальной образности „Золушки“, картиной в постфеминистской традиции Анджелы Картер, и, в отличие от низкопробного порномюзикла Майкла Патаки 1977 года, он избегает очевидного сексуального подтекста ноги в туфельке. Блихфельдт дебютировала элегантно». Кевин Махер из The Times также дал фильму оценку 3/5 звезды, написав: «Это впечатляет — 30 лет кинокритики, и это первый раз, когда мне пришлось отвернуться от экрана из-за страха рвоты. Это не особенно отвратительная сцена, скажем, с телами, разрываемыми на части (как в фильме „Под огнём“, который я смотрел на прошлой неделе). Это, наоборот, глубоко нервирующий момент из этой возрожденной „Золушки“ норвежского режиссёра Эмили Блихфельдт, дебютирующей в провокационном жанре». Питер Дебрюж из Variety написал: «Сопоставляя то, как чувствуют себя её женские персонажи, с ожиданиями, которые на них возлагают мужчины, Блихфельдт ясно дает понять, что невозможные стандарты красоты — самые несправедливые из всех, будь то в реальном мире или в этом извращенном вымышленном королевстве».

### Награды
| Премия                                                  | Дата               | Номинация                                                           | Получатель                            | Результат | Примечания |
| ------------------------------------------------------- | ------------------ | ------------------------------------------------------------------- | ------------------------------------- | --------- | ---------- |
| Берлинский кинофестиваль                                | 23 февраля 2025 г. | Приз зрительских симпатий «Панорамы» за лучший полнометражный фильм | Эмили Блихфельдт                      | Номинация | [ 20 ]     |
| Пучхонский международный фестиваль фантастического кино | 11 июля 2025 г.    | Лучший фильм                                                        | Гадкая сестра                         | Победа    | [ 21 ]     |
| Аманда (премия)                                         | 16 августа 2025 г. | Лучший сценарий                                                     | Эмили Блихфельдт                      | Номинация | [ 22 ]     |
| Аманда (премия)                                         | 16 августа 2025 г. | Лучший актёр второго плана                                          | Ане Даль Торп                         | Номинация | [ 22 ]     |
| Аманда (премия)                                         | 16 августа 2025 г. | Лучшее дебютное выступление                                         | Леа Мюрен                             | Номинация | [ 22 ]     |
| Аманда (премия)                                         | 16 августа 2025 г. | Лучшие визуальные эффекты                                           | Мацей Рынкевич (XANF)                 | Номинация | [ 22 ]     |
| Аманда (премия)                                         | 16 августа 2025 г. | Лучший дизайн макияжа                                               | Томас Фолдберг и Энн Катрин Зауэрберг | Номинация | [ 22 ]     |
| Аманда (премия)                                         | 16 августа 2025 г. | Лучший дизайн костюмов                                              | Манон Расмуссен                       | Номинация | [ 22 ]     |